# Achterling
Ein Achterling ist ein Probekörper im Lehmbau in Form einer Acht für die Prüfung der Bindekraft (auch: Bindigkeit).
Die Prüfmethode wurde aus der Zementprüfung übernommen. Anhand der Messergebnisse wird eine Unterteilung in mager, mittel, fett und Ton vorgenommen. Daraus ergibt sich, ob der geprüfte Lehm für das vorgesehene Bauverfahren geeignet ist. Als Bindekraft wird der Widerstand bezeichnet, den der Lehm bei einer bestimmten Konsistenz im Zerreißversuch leistet. So wird die richtige, als Normsteife bezeichnete Konsistenz gewährleistet. 
200 g Lehm werden mehrfach geknetet und auf einer festen Platte aufgeschlagen. Anschließend wird der Lehm von Hand zu einer Kugel geformt. Aus diesem Lehm wird ein Probekörper, der sogenannter Achterling, hergestellt, der sofort nach Anfertigung im Zugfestigkeitsprüfer bis zum Zerreißen belastet wird. Die Belastung kann auf der Baustelle mit einer leeren Flasche bewerkstelligt werden, die langsam mit Quarzsand befüllt wird.
Alternativ kann zur überschlägigen Ermittlung der Bindekraft aus dem normsteifen Lehm ein anderer Probekörper geformt werden, wie z. B. eine Wurst mit einem Durchmesser von 2 cm, die zwischen den Händen gerollt und bis zum Zerreißen aus den Händen herabhängt. Der Berechnungsquerschnitt des Probekörpers beträgt 5 cm². Die Bindekraft wird in Gramm pro Quadratzentimeter (g/cm²) angegeben.
| Bindekraft in g/cm² | Benennung        | alternative Bezeichnung |
| ------------------- | ---------------- | ----------------------- |
| <50                 |                  | unbrauchbar             |
| 50–110              | magerer Lehm     | mager                   |
| 111–200             | fast fetter Lehm | mittel                  |
| 201–280             | fetter Lehm      | fett                    |
| >280                | sehr fetter Lehm | Ton                     |